# 山西省议会旧址
山西省议会旧址，位于山西省太原市杏花岭区鼓楼街道东缉虎营社区东缉虎营1号。

## 保护
2011年12月31日，山西省议会旧址公布为第三批太原市文物保护单位。